# Thorpe next Haddiscoe
Thorpe next Haddiscoe lub Haddiscoe Thorpe lub Hadsco Thorpe – wieś w Anglii, w Norfolk. W 1931 wieś liczyła 78 mieszkańców.